# Gli uomini mi spiegano le cose
Gli uomini mi spiegano le cose (Men Explain Things to Me) è una raccolta di saggi brevi di Rebecca Solnit, pubblicata nel 2014 da Haymarket Books. La prima edizione del libro conteneva sette saggi per un totale di 130 pagine, mentre nel settembre 2015 è stata pubblicata una seconda edizione che include due nuove saggi dell'autrice, portando le pagine a 176. La prima edizione del libro è stata tradotta e pubblicata in lingua italiana nel 2017 dalla casa editrice Ponte alle Grazie
.

## Saggi Contenuti
Gli uomini mi spiegano le cose (Men Explain Things to Me) (2008)
È il saggio che dà il titolo alla raccolta, in cui l'autrice descrive la pratica di alcuni uomini di spiegare con un atteggiamento arrogante e paternalistico un concetto ad una donna come se lei non ne fosse a conoscenza oppure un qualcosa di ovvio o cui l'interlocutrice già sappia bene cosa sia o ne sia competente e specializzata. Secondo la Solnit questo atteggiamento, che svilisce la professionalità e la credibilità delle donne, è una delle cause che portano alla violenza contro le donne, alle molestie e persino allo stupro.
Sebbene nel saggio non venga mai utilizzato, da questo saggio deriva il neologismo mansplaining che definisce l'atteggiamento utilizzato da alcuni uomini durante una conversazione se l'interlocutore è una donna. Il termine è una parola macedonia ottenuta dall'unione delle parole inglesi man (uomo) e explain (spiegare), ed è stato incluso nei dizionari a partire dal 2014. Il New York Times ha inserito il termine tra le parole dell'anno del 2010..
La guerra più lunga (The Longest War) (2013)
Questo saggio si focalizza sulla violenza contro le donne, in particolare sul femminicidio. L'autrice descrive come le comunità online siano terreno fertile per questi comportamenti violenti, e analizza lo stupro e l'omicidio di Jyoti Singh a Nuova Delhi come esempio di quello che molte donne sono chiamate ad affrontare durante la loro vita.
Il mondo si scontra in una suite di lusso. Riflessioni sul FMI, sull'ingiustizia globale, e su uno sconosciuto in un vagone di metropolitana (Worlds Collide in a Luxury Suite: Some Thoughts on the IMF, Global Injustice, and a Stranger on a Train) (2011)
Questo saggio è incentrato sulla figura di Dominique Strauss-Kahn e la sua reazione alle accuse di stupro della cameriera Nafissatou Diallo. Solnit paragona il modo in cui il Fondo Monetario Internazionale sfrutta i paesi in via di sviluppo al modo in cui gli uomini sfruttano le donne in posizioni di debolezza, approfittando del loro potere.
Una minaccia di cui rallegrarsi. Cosa significa davvero il matrimonio paritario (In Praise of the Threat: What Marriage Equality Really Means) (2013)
In questo saggio l'autrice sostiene che i matrimoni fra persone dello stesso sesso sono osteggiati e considerati una minaccia all'idea tradizionale di matrimonio, perché questi matrimoni si svolgono fra "uguali", senza distinzione di ruolo e di genere, mentre nel matrimonio tradizionale la donna è sempre subalterna all'uomo.
La nonna ragno (Grandmother Spider) (2014)
Questo saggio esamina come la memoria delle donne è stata sempre annichilita nel corso della storia, portando come esempio la legislazione di matrimonio inglese che vede la donna come "proprietà" del marito, e che non riporta i nomi delle consorti all'interno degli alberi genealogici.
L'oscurità in Virginia Woolf. Abbracciare l'inesplicabile (Woolf’s Darkness: Embracing the Inexplicable) (2009)
Il saggio è centrato sulla figura di Virginia Woolf e la sua influenza. In particolare l'autrice riflette sull'aforisma “Il futuro è oscuro, che penso sia la cosa migliore che il futuro possa essere", considerando come l'incertezza del futuro non sia da temere ma anzi consenta una serie infinita di possibilità da esplorare.
La sindrome di Cassandra (Cassandra Among the Creeps) (2014)
Utilizzando la storia di Cassandra come esempio, l'autrice affronta la questione della credibilità, chi può essere creduto e perché, e come il racconto delle donne venga messo in dubbio, soprattutto quando parlano di abusi, molestie, aggressioni sessuali e stupri.

### Aggiunti nella seconda edizione
#YesAllWomen. Le femministe riscrivono la storia. (#YesAllWomen: Feminists Rewrite the Story) (2014)
In questo saggio, scritto in risposta al Massacro di Isla Vista del 2014 e al movimento sui social media #YesAllWomen, l'autrice medita sul potere dei nomi e del linguaggio nella storia del femminismo. Analizza il modo in cui sono nati termini, ormai comuni come "molestie sessuali", "violenza domestica" e "cultura dello stupro". Questo saggio è stato inizialmente pubblicato con il titolo "Our Words Are Our Weapons" su TomDispatch.
Il vado di Pandora e la forza di polizia volontaria (Pandora’s Box and the Volunteer Police Force) (2014)
Nell'ultimo saggio del libro Solnit scrive che la lotta per i diritti delle donne non è ancora finita e individua una "forza di polizia volontaria" formata dalle persone che utilizzano la cultura dello stupro, soprattutto online, per cercare di mantenere sottomesse le donne. In questo saggio il vaso di Pandora è una metafora delle idee di uguaglianza; perché ora che tali idee sono state lasciate uscire dal loro vaso originale, che era stato sigillato come una bara per secoli, non potranno più essere uccise.